# لينجيدي
لينجيدي (بالألمانية: Lengede) هي بلدة في مقاطعة باينه في ولاية سكسونيا السفلى ، اشتهر اسمها في العالم عام 1963 بسبب حادثة المنجم الشهيرة التي نجح فريق الإنقاذ فيها بالعثور على 11 عاملا ناجيا من الموت المحقق بعدما حوصروا تحت حوالي 57 مترا تحت الأرض لمدة 14 يوم، وحظيت حينها بتغطية إعلامية من قبل نحو 450 صحفي حول العالم فيما أصبح يعرف باسم معجزة لينجيدي

## أنظر أيضا
• هانوفر
1. ↑  مذكور في: register of German municipalities (2023). الوصول: 16 نوفمبر 2024. الناشر: مكتب الإحصاء الاتحادي. لغة العمل أو لغة الاسم: الألمانية. تاريخ النشر: 28 أكتوبر 2024.
2. ↑  "Alle politisch selbständigen Gemeinden mit ausgewählten Merkmalen am 31.12.2018 (4. Quartal)". مكتب الإحصاء الاتحادي. مؤرشف من الأصل في 2019-03-10. اطلع عليه بتاريخ 2019-03-10.